# Силы обороны Эсватини
Силы обороны Эсватини (свати Umbutfo a Umbuso weSwatini, англ. Umbutfo Swaziland Defense Force) — военная организация Эсватини, предназначенная для защиты свободы, независимости и территориальной целостности государства. Состоят из сухопутных войск, включающих воздушное крыло.

## История

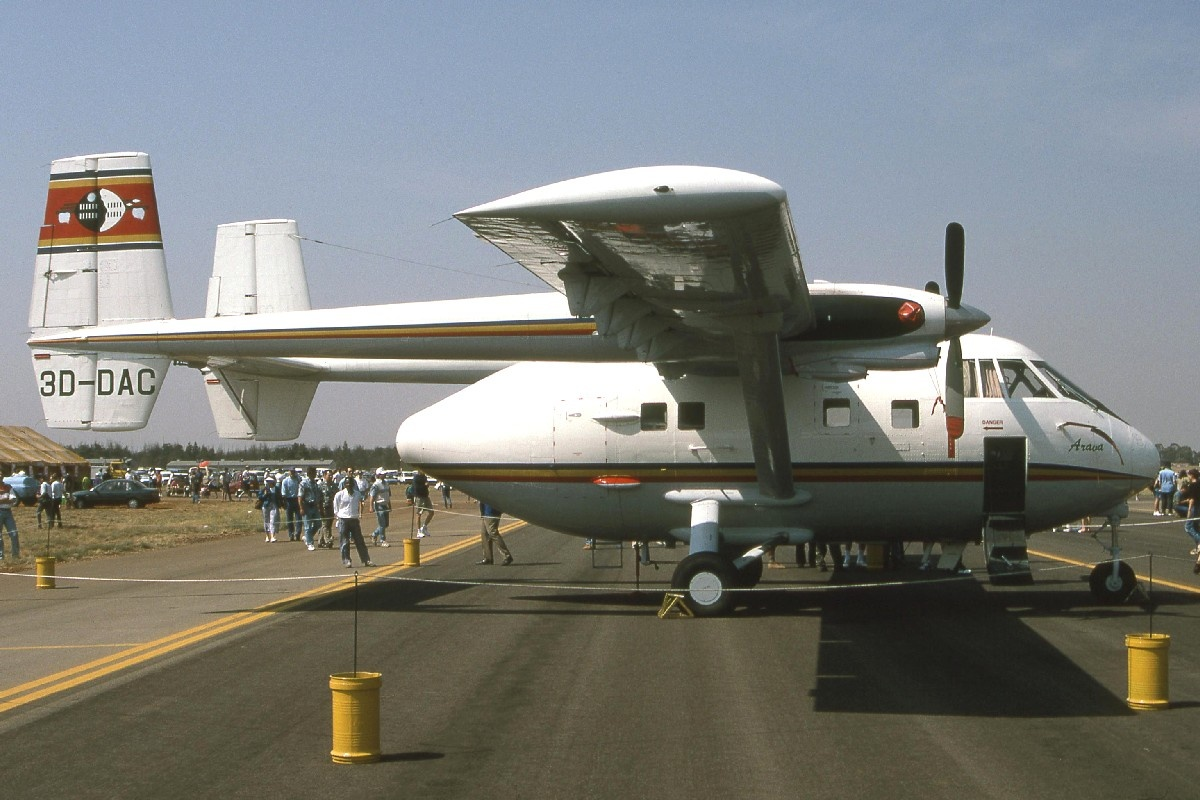
транспортный самолёт IAI-202 авиационного подразделения Свазиленда в октябре 1995 года (разбился в 2004 году)

Государство свази было создано в конце 1830-х годов и в дальнейшем вело длительные войны за свою независимость.
В ходе колонизации Африки в середине XIX века в Свазиленд пришли буры. 21 февраля 1895 года Свазиленд был объявлен протекторатом Трансвааля, а после окончания второй англо-бурской войны в 1903 году стал протекторатом Британской империи.
На территории Свазиленда были расквартированы подразделения британской армии, в 1907 году было сформировано подразделение местной полиции.
25 апреля 1967 года протекторату была предоставлена автономия, а 6 сентября 1968 года Свазиленд стал независимым государством (конституционной монархией) в составе возглавляемого Великобританией Содружества наций.
На вооружении королевской полиции Свазиленда (англ. Royal Swaziland Police) осталось стрелковое оружие производства Великобритании.
Во внешней политике Свазиленда приоритетом являлось сохранение дружественных отношений с ЮАР (несмотря на осуществление в ЮАР политики апартеида и дискриминации негров). Полиция Свазиленда сотрудничала с силами безопасности ЮАР в борьбе с партизанами и повстанческими организациями Южной Африки, хотя вооружённые формирования ЮАР неоднократно нарушали суверенитет Свазиленда, совершая вторжения на территорию страны без предупреждения.
12 апреля 1973 года в стране произошёл государственный переворот — король Собхуза II объявил об отмене конституции 1968 года, роспуске парламента и запрещении деятельности политических партий. В том же 1973 году было принято решение о создании армии (Royal Swaziland Defence Force). Оружие и амуниция для создаваемой армии были закуплены в ЮАР.
В апреле 1977 года король издал декрет о увеличении численности армии и полиции. В октябре 1977 года правительство впервые применило огнестрельное оружие для разгона демонстрации (во время разгона демонстрации учителей в Мбабане несколько человек были ранены и десятки арестованы).
После того, как в декабре 1986 года подразделения «коммандос» ЮАР совершили пять рейдов на территорию Свазиленда (когда были разрушены жилые дома в городе Манзини и в столице страны — городе Мбабане), правительство Свазиленда дважды заявило официальный протест Претории. Однако в 1987—1988 годы действия спецподразделений ЮАР на территории Свазиленда продолжались (а в мае 1987 года «коммандос» ЮАР атаковали объекты в пригороде Мбабане). В результате, в 1988 году отношения между Свазилендом и ЮАР ухудшились.
В 1980е годы для авиационного подразделения были куплены два транспортных самолёта IAI Arava (но оба разбились в катастрофах).
В марте — сентябре 2001 года армия Свазиленда получила от ЮАР семь бронеавтомобилей RG-31 Ньяла.
4 сентября 2013 года правительство Свазиленда подписало Международный договор о торговле оружием (однако он не был ратифицирован).
В 2020 году правительство Тайваня подарило два снятых с вооружения ВВС вертолёта UH-1H.

## Общие сведения
| Силы обороны Эсватини                                           | Силы обороны Эсватини |
| --------------------------------------------------------------- | --- |
| Виды вооружённых сил:                                           | Сухопутные войска, включая воздушное крыло (по данным на 2010 год). |
| Призывной возраст и порядок комплектования:                     | Вооружённые силы Эсватини комплектуются исключительно на добровольной основе, мужчинами и женщинами, гражданами Свазиленда в возрасте 18 — 30 лет; призыв на военную службу отсутствует; обязательное тестирование на ВИЧ (по данным на 2010 год). |
| Человеческие ресурсы, доступные для воинской службы:            | мужчины в возрасте 16-49: 344,038 женщины в возрасте 16-49: нет данных (2010 оценочно) |
| Человеческие ресурсы, пригодные для воинской службы:            | мужчины в возрасте 16-49: 201,853 женщины в возрасте 16-49: 175,477 (2010 оценочно) |
| Человеческие ресурсы, ежегодно достигающие призывного возраста: | мужчины: 16,168 женщины: 15,763 (2010 оценочно) |
| Военные расходы — процент от ВВП:                               | 4.7 % (по данным на 2006 год), 18 место в мире |

В настоящее время на вооружении армии Эсватини находится 7 бронеавтомобилей RG-31 и стрелковое оружие нескольких систем (автоматические винтовки ArmaLite AR-18, INSAS, IMI Galil, SIG SG 540 и FN FAL; пистолеты-пулемёты Uzi и Sterling; пулемёты FN MAG).
Авиационное подразделение состоит из пяти вертолётов — трёх Aérospatiale Alouette III и двух UH-1H.

## Звания
| Категория             | Генералитет                 | Генералитет   | Генералитет        | Генералитет   | Старшие офицеры | Старшие офицеры | Старшие офицеры    | Старшие офицеры | Младшие офицеры | Младшие офицеры | Младшие офицеры   |
| --------------------- | --------------------------- | ------------- | ------------------ | ------------- | --------------- | --------------- | ------------------ | --------------- | --------------- | --------------- | ----------------- |
| Знак различия         |                             |               |                    |               |                 |                 |                    |                 |                 |                 |                   |
| Оригинальное название | Commander in Chief          | General       | Lieutenant general | Major general | Brigadier       | Colonel         | Lieutenant colonel | Major           | Capitan         | Lieutenant      | Second lieutenent |
| Российский аналог     | Маршал Российской Федерации | Генерал армии | Генерал-лейтенант  | Генерал-майор | Отсутствует     | Полковник       | Подполковник       | Майор           | Капитан         | Лейтенант       | Младший лейтенант |

| Категория           | Унтерофицеры      | Унтерофицеры       | Сержанты        | Сержанты | Сержанты        | Рядовые        | Рядовые |
| ------------------- | ----------------- | ------------------ | --------------- | -------- | --------------- | -------------- | ------- |
| Знак различия       |                   |                    |                 |          |                 |                |         |
| Оригинальное звание | Warrant officer I | Warrant officer II | Staff Sergeant  | Sergeant | Corporal        | Lance Corporal | Private |
| Российский аналог   | Старший прапорщик | Прапорщик          | Старший сержант | Сержант  | Младший сержант | Ефрейтор       | Рядовой |